# Jean-Louis Bruguès
Jean-Louis Bruguès (Bagnères de Bigorre, 22 novembre 1943) è un arcivescovo cattolico francese.

## Biografia
Nasce a Bagnères de Bigorre in Francia il 22 novembre 1943.

### Formazione e ministero sacerdotale
Dopo gli studi superiori frequenta la facoltà di diritto dell'Università di Montpellier dal 1960 al 1963, la facoltà di lettere dell'Università di Madrid dal 1963 al 1964, la scuola di scienze politiche a Parigi dal 1964 al 1966, la scuola nazionale di amministrazione (E.N.A.) e i diplomi in scienze economiche e in scienze politiche.
Inizia il noviziato nell'Ordine dei frati predicatori a Lille nel 1968, emette la prima professione temporanea il 29 settembre 1969, la professione solenne il 2 ottobre 1972 e viene ordinato presbitero il 22 giugno 1975 a Tolosa.
Da religioso frequenta il corso di bioetica negli Stati Uniti, la facoltà di diritto all'Università di Strasburgo, dove ha ottenuto il diploma di studi superiori di diritto, l'Institut catholique di Tolosa, dove ha conseguito il dottorato in teologia.
Dal 1976 per vari anni, è docente di teologia morale allo Studium domenicano di Tolosa e all'Institut Catholique di Tolosa. All'interno del suo ordine è assistente del priore provinciale dal 1976 al 1980; priore del convento di Tolosa dal 1980 al 1986; definitore al capitolo provinciale e membro del consiglio provinciale dal 1984 al 1988; priore del convento di Bordeaux dal 1987 al 1990; priore della provincia di Tolosa dal 1995 al 1997; predicatore delle Conférences de Carême à Notre Dame de Paris dal 1995 al 1997.
È docente di teologia morale all'Università di Friburgo dal 1997 al 2000.

### Ministero episcopale
Il 20 marzo 2000 è nominato vescovo di Angers e riceve la consacrazione episcopale il 30 aprile 2000 per l'imposizione delle mani del cardinale Pierre Étienne Louis Eyt, arcivescovo di Bordeaux.
Il 10 novembre 2007 è nominato segretario della Congregazione per l'educazione cattolica, venendo elevato alla dignità di arcivescovo e lasciando la diocesi di Angers.
Il 26 giugno 2012 è nominato bibliotecario e archivista di Santa Romana Chiesa, in sostituzione del cardinale Raffaele Farina, dimessosi per raggiunti limiti d'età. Il 31 agosto 2018, poco prima del compimento dei 75 anni d'età, si ritira da entrambi gli incarichi.
I suoi studi scientifici riguardano la teologia morale e la bioetica in prospettiva cattolica.

## Pubblicazioni in italiano
- Fecondazione artificiale: una scelta etica?, Società editrice internazionale, Torino 1991
- Dizionario di morale cattolica, Edizioni Studio Domenicano, Bologna 1994
- Corso di teologia morale fondamentale, Edizioni Studio Domenicano, Bologna 2004-2007, 5 voll.
- Amore e sessualità nel cristianesimo, Jaca Book, Milano 2007 (con Guy Bedouelle e Philippe Becquart)
- Prefazione a Alain Mattheeuws, Amarsi per donarsi. Il sacramento del matrimonio, Marcianum press, Venezia 2008
- Prefazione a  Tommaso d'Aquino e l'Islam. Atti della conferenza sul tema Tommaso d'Aquino e il dialogo con l'Islam. Aquino, 7 marzo 2009, Libreria Editrice Vaticana - Circolo san Tommaso d'Aquino, Città del Vaticano - Aquino 2010
- Prefazione a Joseph Ratzinger, Per una ecologia dell'uomo. Antologia di testi, a cura di Maria Milvia Morciano, Libreria editrice vaticana, Città del Vaticano 2012

## Genealogia episcopale
La genealogia episcopale è:
- Cardinale Scipione Rebiba
- Cardinale Giulio Antonio Santori
- Cardinale Girolamo Bernerio, O.P.
- Arcivescovo Galeazzo Sanvitale
- Cardinale Ludovico Ludovisi
- Cardinale Luigi Caetani
- Cardinale Ulderico Carpegna
- Cardinale Paluzzo Paluzzi Altieri degli Albertoni
- Papa Benedetto XIII
- Papa Benedetto XIV
- Papa Clemente XIII
- Cardinale Marcantonio Colonna
- Cardinale Giacinto Sigismondo Gerdil, B.
- Cardinale Giulio Maria della Somaglia
- Cardinale Carlo Odescalchi, S.I.
- Vescovo Eugène de Mazenod, O.M.I.
- Cardinale Joseph Hippolyte Guibert, O.M.I.
- Cardinale François-Marie-Benjamin Richard de la Vergne
- Vescovo Marie-Prosper-Adolphe de Bonfils
- Cardinale Louis-Ernest Dubois
- Cardinale Georges-François-Xavier-Marie Grente
- Arcivescovo Marcel-Marie-Henri-Paul Dubois
- Cardinale Gabriel Auguste François Marty
- Arcivescovo Marius-Félix-Antoine Maziers
- Cardinale Pierre Étienne Louis Eyt
- Arcivescovo Jean-Louis Bruguès